# Sumbas
Sumbas là một huyện thuộc tỉnh Osmaniye, Thổ Nhĩ Kỳ. Huyện có diện tích 406 km² và dân số thời điểm năm 2007 là 15837 người, mật độ 39 người/km².